# Brezovica v Podbočju
Brezovica v Podbočju – wieś w Słowenii, w gminie Krško. W 2018 roku liczyła 39 mieszkańców.